# Scleronotus scabrosus
Scleronotus scabrosus är en skalbaggsart som beskrevs av Thomson 1860. Scleronotus scabrosus ingår i släktet Scleronotus och familjen långhorningar. Inga underarter finns listade i Catalogue of Life.